# Phellodendron sinii
Phellodendron sinii là một loài thực vật có hoa trong họ Cửu lý hương. Loài này được Y.C. Wu miêu tả khoa học đầu tiên năm 1940.